# LiveZone
LiveZone es una empresa editora sueca de grabaciones musicales. Hay varias publicaciones de la compañía como por ejemplo videoclips y DVD. Además la compañía trabaja en cooperación con Pan Vision y con EMA Telstar. También produjo un DVD musical de la banda Lordi Bringing Back the Balls to Stockholm en Estocolmo, y el DVD musical de Danko Jones Sleep Is the Enemy Live in Stokholm.